# Providencia, Silao de la Victoria
Providencia är en ort i Mexiko.   Den ligger i kommunen Silao de la Victoria och delstaten Guanajuato, i den centrala delen av landet, 280 km nordväst om huvudstaden Mexico City. Providencia ligger 1 764 meter över havet och antalet invånare är 213.
Terrängen runt Providencia är en högslätt. Runt Providencia är det ganska tätbefolkat, med 207 invånare per kvadratkilometer. Närmaste större samhälle är Silao, 11,4 km nordväst om Providencia. Trakten runt Providencia består till största delen av jordbruksmark.